# Sigiramnio
Cyran, Sigiran o Sigirannus (f. c. 657), fue un abad y confesor del siglo VII. Se celebra el 4 de diciembre.

## Biografía
Noble de Berry, hijo de Sigilaïc, conde de Bourges y arzobispo de Tours, estudió en Tours, se unió a la corte real de Clotario II como copero, pero siempre llevaba un cilicio debajo de la ropa, dedicándose a la oración.
Su padre, el conde de Bourges, quería que Sigiramnus se casara con la hija de un noble. Negándose a casarse, Sigiramnus tomó las órdenes sagradas en la Iglesia de San Martín en Tours en 625, sirviendo como archidiácono. Se negó a ganar una posición alta en el mundo secular y, después de la muerte de su padre, entregó sus bienes y dinero a los pobres; fue encerrado como un loco por esto.
En 640, después de ser liberado, hizo una peregrinación a Roma con Flavius, un obispo irlandés. Según un relato, mientras atravesaban la diócesis de Tours, él insistió en trabajar en el campo con los siervos después de ser "presa de compasión por los campesinos cubiertos de polvo y sudor".
Cuando Sigiramnus regresó a Francia, fundó dos monasterios con tierras cedidas por Clothaire en la diócesis de Bourges: en 632 el monasterio de Saint-Pierre de Longoret (hoy Abadía de Saint-Cyran-en-Brenne) en Saint-Michel-en-Brenne, y en 642 la Abadía de Saint-Pierre de Méobecq, en Méobecq, en el bosque de la región de Brenne de la provincia de Berry.
Longoret más tarde pasó a llamarse Saint-Michel-en-Brenne en su honor. Se desempeñó como abad de Longoret hasta su muerte en 655.

## Culto
Sus restos fueron guardados en la iglesia de Saint-Cyran du Blanc, donde se celebró su culto, tras el reconocimiento de su cuerpo realizado por Jean de Sully en 1269. Al año siguiente, el mismo Jean de Sully, arzobispo de Bourges, ofreció algunos reliquias a los monjes de su monasterio, seis siglos después de su muerte.
Las reliquias de Sigiramnus se guardaron en la abadía de Saint-Cyran hasta 1860, cuando Eugenia de Montijo, emperatriz consorte de los franceses, las encerró en un relicario y se lo dio a la iglesia de Saint-Michel-en-Brenne.
El monasterio de Saint-Cyran se disolvió en 1712. Jean Duvergier de Hauranne (1581-1643), conocido como el abad de Saint-Cyran, tomó su título de este monasterio.
Se escribió una vita de Sigiramnus en los siglos IX o X; el autor de esta Vita afirma haberla compilado a partir de un texto anterior.